# 欧山黧豆
欧山黧豆（学名：Lathyrus palustris）为豆科山黧豆属下的一个种。